# イースト・キルブライド
イースト・キルブライド (East Kilbride) は、スコットランド・サウス・ラナークシャーのタウン。1947年5月6日、スコットランド初のニュータウンに指定された。

## 概要
グラスゴーの南東14km、イースト・レンフルーシャーとの境界近くに位置している。
イースト・キルブライドは、行政教区の名前でもある。

## 歴史
名前の由来は、6世紀にアイルランドのキルデールに、尼および修道士のための修道院を開設したアイルランドの聖人の聖ブリギッドにちなんでいる。
1930年に人口が900人程の小さな村であったイースト・キルブライドは、大きなバラとなった。
第二次大戦後、慢性的な住宅不足に苦しんでいたグラスゴーは、戦争中の爆弾による損害に対処する必要があった。
1946年にグラスゴーの住宅不足解消を目的として、過剰人口用のニュータウンが建設された。
イースト・キルブライドは、スコットランドの5つのニュータウンのうち、1947年に最初に指定された町である。

## 出身人物
- ジョーダン・マクギー - サッカー選手
- ジョン・ハナー - 俳優

## 姉妹都市
- デンマーク バレルプ

## 日本との関わり
- 1987年に、日本ビクター（現・JVCケンウッド）が、カレッジ・ミルトン工業団地に、製造会社「JVC MANUFACTURING U.K. LIMITED」を設立した。テレビや音響機器を製造していたが、2008年に閉鎖された。